# Fortuna (Califórnia)
Fortuna é uma cidade localizada no estado americano da Califórnia, no Condado de Humboldt. Foi incorporada em 20 de janeiro de 1906.

## Geografia
De acordo com o United States Census Bureau, a cidade tem uma área de 12,6 km², onde todos os 12,6 km² estão cobertos por terra.

## Demografia
Segundo o censo nacional de 2010, a sua população é de 11 926 habitantes e sua densidade populacional é de 949,41 hab/km². Possui 4 991 residências, que resulta em uma densidade de 397,33 residências/km².

## Marco histórico
Fortuna possui apenas uma entrada no Registro Nacional de Lugares Históricos, a Gushaw-Mudgett House.